# 北海道百年記念事業
北海道百年記念事業（ほっかいどうひゃくねんきねんじぎょう 英：HOKKAIDO CENTENNIAL）は、蝦夷地の北海道への改称と近代的開発の開始から1968年で100年を迎えることを記念して開催された事業。

## 概要
1962年に北海道庁内に「開道百年記念事業準備委員会」を設置し検討を開始、1965年9月からは「開道百年記念事業協議会」にて基本構想の検討に入り、1966年3月に「北海道百年記念事業実行方針」を決定。先人の労苦の跡を道民が等しく記録し、次代を担う人々がこれを反省の資料として今後の北海道の開発発展に役立たせるべく開発の経緯と実績を回顧し開発の意義を国内外にアピールすることを目的として北海道庁が中心となり国・市町村・各種団体も協力し推進された。
- テーマスローガン - 公募の上で木更津市の女性による「風雪百年輝く未来」をスローガンとし、「北海道百年」と合わせたレタリングは栗谷川健一が担当。
- シンボルマーク - 19の正方形と中心に七光星を添えて北海道島の形状とレンガを積み重ねたイメージとし下部に「HOKKAIDO 1869-1968」のロゴを添え、配色はメインカラーの正方形を紺色・七光星を赤とした。またサブマークとして正方形を緑や金茶色にしたものや多色マークとして赤・青・緑を組み合わせたパターンも用意された。

## 記念祝典
1968年9月2日、札幌市円山陸上競技場で開催。皇族・閣僚・全道市町村長・開拓功労者の子孫ら特別参列者4,000人を含む約4万人が参列。
構成
- 開会前
  - 10:00：開門
  - 13:30：音楽隊入場（吹奏楽団体・陸上自衛隊音楽隊・北海道警察音楽隊・高校生合唱隊1000人 合計1,600人）
  - 航空自衛隊北部航空方面隊第2航空団 F-104J戦闘機慶祝飛行
- 祝典開会（14:00 - ）
  - 全道216市町村旗入場（青少年代表市町村毎に各4名）
  - 北海道旗入場（青少年代表16名）
  - 天皇・皇后臨席
- 式典（14:30 - ）
  - 開式の言葉（三枝三郎北海道副知事）
  - 国歌斉唱・国旗道旗掲揚
  - 町村金五北海道知事式辞
  - 佐藤栄作総理祝辞
  - 岩本政一北海道議会議長決意表明
  - 青少年の誓い（青少年代表男女各1名）
  - 天皇の言葉
  - 町村道知事御礼言上・万歳三唱
  - 鳩2500羽放鳥
  - 「北海道賛歌」演奏合唱（吹奏楽隊600人・高校生合唱1000人）
  - 閉式の言葉（三枝副知事）
- 祝典行事
  - ブルーインパルス曲技飛行
  - 民謡踊り「郷土の香り」 - 札幌市内婦人団体・各種学校生徒ら2000人が沖揚げ音頭（ソーラン節）、北海音頭、江差餅つきばやし、北海盆唄など北海道民謡に合わせ踊る。
  - リズム遊戯「200年へのかけ橋」 - 幼稚園児・母親・保母ら2000人が動物をイメージした振り付けや北海道民のうたホームソング「むかしのむかし」などを踊る。
  - 組体操「風雪百年」 - 中学生男女2300人が先人の労苦と成果を表現。男子は風雪を克服して伸びる不屈の力、女子は豊かな緑の喜びを表現。
  - 集団バレエ「輝く未来」 - 男女高校生2,400人が北海道島の形状や「祝百年」の人文字、冬から秋へ移りゆく四季をイメージした振り付けを演じる。
  - 音楽フィナーレ「躍進北海道」 - 小学生鼓笛隊の入場、「北」や北海道章の七光星の人文字、「われらが愛する北海道」の演奏に合わせた高校生の行進、道民のうた行進曲「光あふれて」の大合唱、ヘリコプターからの紙吹雪投下や地上での風船1万個の展開、花火400発を打ち上げ。
  - 天皇・皇后退席

主な来賓
- 天皇・皇后
- 佐藤栄作（内閣総理大臣）
- 赤沢正道（自治大臣）
- 木村武雄（北海道開発庁長官）
- 小林武治（郵政大臣）
- 石井光次郎（衆議院議長）
- 重宗雄三（参議院議長）
- 横田正俊（最高裁判所長官）
- 宇佐美毅（宮内庁長官）
- ウラル・アレクシス・ジョンソン（駐日アメリカ大使）
- マルティン駐日アルゼンチン大使
- 安光鎬駐日韓国大使代理
- 野村義一（北海道ウタリ協会会長）

## 記念施設
- 野幌森林公園
- 北海道百年記念塔[1]（2023年解体）
- 北海道開拓記念館（現：北海道博物館）[1]
- 北海道開拓の村[1]
- 地方記念施設 - 道内14支庁毎に1施設ずつ設置し合計17施設を建設、建設にあたっては1箇所あたり3000万円を北海道庁が補助した[1]。
  - 石狩：千歳市立支笏湖青少年研修センター（解体済）[1]
  - 渡島：七飯町立南北海道青少年センター（解体済）[1]
  - 檜山：江差町立江差郷土資料館（閉館）[1]
  - 後志：余市町立余市水産博物館[1]
  - 空知：岩見沢市立青少年センター・青年の家（スポーツセンターのみ存続[1]、青年の家は2001年閉館[2]）
  - 上川：士別市立つくも青少年の家（2019年3月廃止）[3]
  - 留萌：羽幌町立屋外総合運動場[1]（現：羽幌町スポーツ公園陸上競技場）
  - 宗谷：稚内市立ノシャップ寒流水族館[1]
  - 網走：常呂町立オホーツク青少年の村（道立施設として存続[1]、現・北海道立青少年体験活動支援施設ネイパル北見）
  - 胆振：苫小牧市青少年センター（現・苫小牧市科学センター）[1]
  - 日高：静内町立体育館・水泳別館・郷土館・図書館（体育館のみ存続[1]、現「新ひだか町静内体育館」）
  - 十勝：上士幌町立ひがし大雪青少年の村（解体済）[1]
  - 釧路：標茶町立青少年体育センター（解体済）[1]
  - 根室：中標津町立青少年体育記念館（解体済）[1]

## 歴史保存事業
- 出版物刊行 - 1961年から編纂に着手した『新北海道史』（全9巻）をはじめ北海道回想録、『開拓につくした人びと』（全8巻）、『年表北海道の百年』、『北海道のあゆみ』、小学6年社会科副読本『北海道百年のあゆみ』を刊行。
- 北海道庁旧赤レンガ庁舎復元
- 開拓記念物調査
- 市町村立郷土館への建設補助 - 1964年度より公立の郷土資料館の建設を促進すべく165平米以上の木造建設に100万円・耐火構造の建設に200万円を補助。1968年度までに10箇所に補助を行った。
- 開発振興功労者の声録音

## 記念行事
- 北海道民のうた制定 - 1966年8月から10月に行進曲・ホームソング・音頭の3部門で公募し1967年2月に行進曲「光あふれて」・ホームソング「むかしのむかし」・音頭「北海ばやし」を制定し5月に札幌市民会館にて道旗と合わせた発表会を実施。
- 記念植樹 - 北海道の木にエゾマツを制定、野幌森林公園での原生林復元、当別町青山ダム周辺を中心とした道民の森事業、札幌市真駒内で1968年5月4日に道主催の植樹祭、1968年春・秋の「1戸1木運動」を中心に民間による1,448,741本の植樹、官民を問わない道内各地での記念植樹、記念街路樹などを展開。
- 北海道大博覧会
- 地方スポーツ大会　- 全道14支庁毎に市町村対抗のスポーツ大会を開催。1968年6月末の渡島大会を皮切りに8月末の根室大会終了まで延べ168会場で約28,000人が出場。
- 北海道中堅青年海外派遣団 - 北海道青少年育成推進協議会により道内青年ら130人の代表団をアメリカに派遣、1968年7月30日から約1ヶ月間の研修旅行を実施。
- 記念パレード - 1968年9月1日に札幌市主催で北海道百年・札幌市創建百年記念パレードを北海道庁構内から札幌駅前通を経由し中島公園入口までの区間で開催。
- 北海道旗・道章制定 - 1965年8月から10月に全国から公募し、1967年5月に栗谷川健一らの案を制定。
- 写真展
- 開拓功労者顕彰像 - 北海道開拓功労者顕彰像建立期成会により札幌市大通公園にホーレス・ケプロン像と黒田清隆像、円山公園に岩村通俊像、旭川市常盤公園に永山武四郎像を建立。

## 文化事業
- 記念作文・論文 - 「輝かしい私達の郷土」をテーマとした小学3年生から中学生を対象とした作文、「輝かしい200年後の北海道」をテーマとした高校生・大学生・一般道民を対象とした論文を1967年12月から翌年3月にかけ募集。
- 文化講演会 - 北海タイムス・道・道教委の共催で1968年5月から11月まで全道25会場で開催。
- 書き初め展・絵画展
- 記録映画『北海道物語』 - 北海道の自然と人間の触れ合いを描いた読売映画社制作による90分の長編ドキュメンタリー映画[4]。1968年6月15日より松竹配給により全国公開[4]。
  - 監督：杉原文治[4]
  - 脚本：杉原文治・井手玉江[4]
  - 撮影：伊藤義一、諫山雄幸、山下亘[4]
  - 音楽：團伊玖磨[4]